# The Hunted Woman (film 1916)
The Hunted Woman è un film muto del 1916 diretto da S. Rankin Drew.
La sceneggiatura si basa sul romanzo The Hunted Woman di James Oliver Curwood, pubblicato nel 1916 a Garden City (New York). Lo stesso romanzo fu nuovamente adattato per lo schermo nel 1925 per un altro The Hunted Woman che fu diretto da Jack Conway e interpretato da Seena Owen e Earl Schenck.

## Trama
Quando scopre che suo marito Mortimer ha avuto un figlio con un'altra donna, Joanne Fitzhugh lo lascia. Qualche tempo dopo, giunge la voce che l'uomo sia morto nella Columbia Britannica e Joanne parte per scoprire se le voci sono vere. Dopo aver visto la tomba di Mortimer, Joanne incontra uno scrittore, John Aldrous, di cui si innamora. La donna deve però respingere le sgradevoli avance di Bill Quade che, per averla, si serve dell'aiuto di uno dei suoi scagnozzi che, in realtà, è Mortimer, il supposto morto. I due compari cercano di rapire Joanne, ma John la salva, sparando contro i due aggressori che, durante lo scontro, restano entrambi uccisi.

## Produzione
Il film fu prodotto dalla Vitagraph Company of America. Poiché alcuni dei personaggi del romanzo erano ispirati a persone vere, lo scrittore James Oliver Curwood passò due settimane negli studi della Vitagraph per selezionare il cast.

## Distribuzione
Il copyright del film, richiesto dalla Vitagraph Co. of America, fu registrato il 17 febbraio 1916 con il numero LP7666.
Distribuito dalla V-L-S-E, il film uscì nelle sale cinematografiche statunitensi il 6 marzo 1916.